# MX1
MX1‏ (MX dynamin like GTPase 1) هوَ بروتين يُشَفر بواسطة جين MX1 في الإنسان.